# Вознюк-Базилюк, Пётр Лукьянович
Пётр Лукьянович Вознюк-Базилюк (1864 — ?) — крестьянин, член Государственной думы Российской империи I созыва от Волынской губернии.

## Биография
Национальность определена как «малоросс» (то есть украинец). Православный. Крестьянин Житомирского уезда Волынской губернии. Малограмотный, образование получил дома. 5 лет был на военной службе. Занимается земледелием. Во время выборов в Думу был внепартийным, политические взгляды определялись как "прогрессивные". Уполномоченный сельского схода села Сколобова для участия в комиссии по "увеличению крестьянского землепользования". Считал, что  главный вопрос — это аграрный.

П. Л. Вознюк-Базилюк, 1906

15 апреля 1906 избран в Государственную думу Российской империи I созыва от общего состава выборщиков Волынского губернского избирательного собрания. Беспартийный, в думе примыкал к правым. Трудовики в своем издании «Работы Первой Государственной Думы» также политическую позицию Вознюка-Базилюка характеризуют как «Б. пр.». Это означает, что беспартийный Вознюк-Базилюк поселился на казенной квартире Ерогина, нанятой на государственные деньги для малоимущих депутатов специально для их обработки в проправительственном духе, и оставался там до конца работы Думы.
Дальнейшая судьба и дата смерти неизвестны.